# Волоф језик
Волоф (/ˈwoʊlɒf/ ; Wolof làkk, وࣷلࣷفْ لࣵکّ‎) је Нигерско-конгоански језик који говори народ Волоф у већем делу западноафричке подрегије Сенегамбије која је подељена између земаља Сенегала, Гамбије и Мауританије. Као и суседни језици Серер и Фула, припада сенегамбијској грани породице језика Нигер-Конго. За разлику од већине других језика своје породице, волоф није тонски језик.
Волоф је најраспрострањенији језик у Сенегалу, којим изворно говоре народ Волоф (40 % становништва), али и већина других сенегалаца као други језик. Волоф дијалекти се разликују географски и између руралних и урбаних подручја. Главни дијалект Дакара, на пример, је урбана мешавина волофског, француског и арапског језика.
Волоф је стандардни правопис и може се односити и на етничку припадност или културу Волоф. Варијанте укључују старији француски Ouolof, Jollof, или Jolof, што се сада обично односи или на Јолоф царство или на јолоф пиринач, уобичајено западноафричко јело од пиринча. Сада архаични облици укључују Волоф и Олоф.
Верује се да је енглески усвојио неке волоф туђице, као што је банана, преко шпанског или португалског, и nyam, користи се и на шпанском: 'њам' као ономатопеја за јело или жвакање, на неколико карипских енглеских креола што значи „јести” (упореди сејшелски креолски nyanmnyanm, такође значи „јести”).

## Географска распрострањеност
Волоф говори више од 10 милиона људи, а око 40 процената (отприлике 5 милиона људи) становништва Сенегала говори волоф као свој матерњи језик. Повећана мобилност, а посебно раст главног града Дакара, створио је потребу за заједничким језиком: данас додатних 40 одсто становништва говори волоф као други или усвојени језик. У целом региону од Дакара до Сен Луја, као и западно и југозападно од Каолака, огромна већина људи говори волоф. Обично када се различите етничке групе у Сенегалу окупе у градовима и местима, говоре волоф. Стога се говори у скоро свим регионалним и департманским престоницама Сенегала. Ипак, службени језик Сенегала је француски.
У Гамбији, иако око 20—25 процената становништва говори волоф као матерњи језик, он има непропорционалан утицај због своје распрострањености у Банџулу, главном граду Гамбије, где га 75 процената становништва користи као први језик. Штавише, у Серекунди, највећем граду у Гамбији, иако само мала мањина чине етнички вулофи, отприлике 70 процената становништва говори или разуме волоф.
У Мауританији, око седам посто становништва (отприлике 185.000 људи) говори волоф. Већина живи у близини или дуж реке Сенегал коју Мауританија дели са Сенегалом.

## Класификација
Волоф је један од сенегамбијских језика који се одликују мутацијом сугласника. Често се каже да је уско повезан са Фула језиком због погрешног читања података од стране Вилсона (1989) у Сапиру (1971) који се дуго користе за класификацију атлантских језика.

## Варијације
Сенегалски/мауритански волоф и гамбијски волоф су различити национални стандарди: користе различите ортографије и користе различите језике (француски наспрам енглеског) као извор техничких позајмљеница. Међутим, и говорни и писани језици су међусобно разумљиви. Лебу Волоф, с друге стране, неразумљив је стандардним говорницима Волофа, разлика која је замагљена јер су сви говорници Лебуа двојезични у стандардном Волофу.

## Правопис и изговор
Напомена: Фонетске транскрипције се штампају у угластим заградама [] у складу са правилима Међународне фонетске абецеде (ИПА).
Латински правопис Волофа у Сенегалу постављен је владиним уредбама између 1971. и 1985. године. Институт за језике "Centre de linguistique appliquée de Dakar " је широко признат као ауторитет када су у питању правописна правила за Волоф. Комплетна абецеда је A, À, B, C, D, E, É, Ë, F, G, H, I, J, K, L, M, N, Ñ, Ŋ, O, Ó, P, Q, R, S, T, U, W, X, Y. Слова H, V, и Z нису укључена у изворне речи Волоф. Користе се само у страним речима.
Волоф се најчешће пише у овој ортографији, у којој фонеме имају јасну кореспонденцију један-на-један са графемама. Табела испод је волоф латиница и одговарајући фонем. Истакнута слова се користе само за позајмљене речи и нису укључена у изворне речи Волоф.
| A a | À à | B b | C c | D d | E e | É é | Ë ë | F f | G g | H h | I i | J j | K k | L l | M m |
|     |     |     |     |     |     |     |     |     |     | ()  |     |     |     |     |     |
| N n | Ñ ñ | Ŋ ŋ | O o | Ó ó | P p | Q q | R r | S s | T t | U u | V v | W w | X x | Y y | Z z |
|     |     |     |     |     |     |     |     |     |     |     | ()  |     |     |     | ()  |

Писмо Волоф засновано на арапском језику, названо Волофал, такође је поставила влада између 1985. и 1990. године, иако никада није званично усвојена декретом, пошто је сенегалско министарство образовања настојало да буде део мулти-напора националне стандардизације. Ово писмо се користило још од предколонијалних времена, као први систем писања који је усвојен за Волоф, и још га користе многи људи, углавном имами и њихови ученици у кур'анским и исламским школама.
| ا‎ / | ب‎   | ݒ‎ | ت‎   | ݖ‎ | ث‎ | ج‎ | ح‎   | خ‎ | د‎ | ذ‎ ~ |
| ر‎   | ز‎ ~ | س‎ | ش‎ ~ | ص‎ | ض‎ | ط‎ | ظ‎ ~ | ع‎ | غ‎ | ݝ‎   |
| ف‎   | ق‎   | ک‎ | گ‎   | ل‎ | م‎ | ن‎ | ݧ‎   | ه‎ | و‎ | ي‎   |

| A            | À            | Ë            | E            | É            | I            | O            | Ó            | U            |
| Short Vowels | Short Vowels | Short Vowels | Short Vowels | Short Vowels | Short Vowels | Short Vowels | Short Vowels | Short Vowels |
| ------------ | ------------ | ------------ | ------------ | ------------ | ------------ | ------------ | ------------ | ------------ |
| اَ‎            | اࣵ‎            | اࣴ‎            | اࣹ‎            | اࣺ‎            | اِ‎            | اࣷ‎            | اࣸ‎            | اُ‎            |
| Long Vowels  |              |              |              |              |              |              |              |              |
| Aa           | Aa           | Ëe           | Ee           | Ée           | Ii           | Oo           | Óo           | Uu           |
| آ‎            | آ‎            | اࣴعࣴـ / اࣴعࣴ‎     | اࣹيـ / اࣹي‎     | اࣺيـ / اࣺي‎     | اِيـ / اِي‎     | اࣷو‎           | اࣸو‎           | اُو‎           |

| a            | à            | ë            | e            | é            | i            | o            | ó            | u            | ∅            |
| Short Vowels | Short Vowels | Short Vowels | Short Vowels | Short Vowels | Short Vowels | Short Vowels | Short Vowels | Short Vowels | Short Vowels |
| ------------ | ------------ | ------------ | ------------ | ------------ | ------------ | ------------ | ------------ | ------------ | ------------ |
| ◌َ‎            | ◌ࣵ‎            | ◌ࣴ‎            | ◌ࣹ‎            | ◌ࣺ‎            | ◌ِ‎            | ◌ࣷ‎            | ◌ࣸ‎            | ◌ُ‎            | ◌ْ‎            |
| Long Vowels  |              |              |              |              |              |              |              |              |              |
| aa           | aa           | ëe           | ee           | ée           | ii           | oo           | óo           | uu           |              |
| ◌َا‎           | ◌َا‎           | ◌ࣴعࣴـ / ◌ࣴعࣴ‎     | ◌ࣹيـ / ◌ࣹي‎     | ◌ࣺيـ / ◌ࣺي‎     | ◌ِيـ / ◌ِي‎     | ◌ࣷو‎           | ◌ࣸو‎           | ◌ُو‎           |              |

Поред тога, постоји још једно писмо: Гарај, алфабетско писмо које је изумео Асан Феј 1961, а које је усвојио мали број говорника Волофа.
Први слог речи се акцентује; дуги самогласници се изговарају дуже, али нису аутоматски наглашени, као што су на енглеском.

## Фонологија

### Самогласници
Самогласници су следећи:
|              | Предњи | Предњи | Средњег реда | Средњег реда | Задњи | Задњи |
| кратки       | дуги   | кратки | дуги         | кратки       | дуги  |       |
| ------------ | ------ | ------ | ------------ | ------------ | ----- | ----- |
| Затворен     | ⟨i⟩    |        |              |              | ⟨u⟩   |       |
| Полузатворен | ⟨é⟩    |        |              |              | ⟨ó⟩   |       |
| Средњи       |        |        | ⟨ë⟩          |              |       |       |
| Полуотворен  | ⟨e⟩    |        |              |              | ⟨o⟩   |       |
| Отворен      |        |        | ⟨a⟩          |              |       |       |

Можда постоји додатни ниски самогласник, или се ово може помешати са правописним à.
Сви самогласници могу бити дуги (удвостручени) или кратки.  пише се ⟨à⟩ испред дугог (пренасализованог или геминатног) сугласника (пример làmbi „арена”). Када се é и ó пишу двоструко, знак акцента је често само на првом слову.
Самогласници спадају у два хармонизујућа скупа према АТР: i u é ó ë су +АТР, еоа су −АТР аналози é ó ë.
Нема −АТР аналога високих самогласника i u. Они покрећу +АТР хармонију у суфиксима када се јављају у корену, али у суфиксу могу бити транспарентни за хармонију самогласника.
Самогласници неких суфикса или енклитика нису у хармонији са претходним самогласницима. У већини случајева следећи самогласници се усклађују са њима. То јест, ресетују хармонију, као да су посебна реч. Међутим, када суфикс/клитика садржи високи самогласник (+АТР) који се јавља после корена −АТР, сви даљи суфикси се усклађују са кореном. То јест, +АТР суфикс/клитика је „транспарентан” за хармонију самогласника.
Аутори се разликују по томе да ли у писању означавају самогласничку хармонију, као и да ли клитике пишу као засебне речи.

### Сугласници
Сугласници у почетној позицији речи су следећи:
|             |             | Лабијални | Алвеоларни | Палатални | Веларни | Увуларни | Глотални |
| ----------- | ----------- | --------- | ---------- | --------- | ------- | -------- | -------- |
| Назални     | Назални     | ⟨m⟩       | ⟨n⟩        | ⟨ñ⟩       | ⟨ŋ⟩     |          |          |
| Праскави    | преназални  | ⟨mb⟩      | ⟨nd⟩       | ⟨nj⟩      | ⟨ng⟩    |          |          |
| Праскави    | звучни      | ⟨b⟩       | ⟨d⟩        | ⟨j⟩       | ⟨g⟩     |          |          |
| Праскави    | безвучни    | ⟨p⟩       | ⟨t⟩        | ⟨c⟩       | ⟨k⟩     | ⟨q⟩      |          |
| Фрикатив    | Фрикатив    | ⟨f⟩       | ⟨s⟩        |           | ~ ⟨x⟩   | ~ ⟨x⟩    |          |
| Трил        | Трил        |           | ⟨r⟩        |           |         |          |          |
| Апроксимант | Апроксимант | ⟨w⟩       | ⟨l⟩        | ⟨y⟩       |         |          |          |

Сви једноставни назални, орални заустављачи осим к и глоталних, и соноранти лрив могу бити геминирани (удвостручени), иако се геминат р јавља само у идеофонима. (Геминатни сугласници се пишу двоструко.) Q је инхерентно геминатно и може се појавити у почетној позицији; у супротном, генеришу се сугласници и групе сугласника, укључујући nt, nc, nk, nq, ограничени су на средњу и крајњу позицију речи. На крају, геминатни сугласници могу бити праћени слабим епентетичким средњим самогласником средњег реда.
Од сугласника у горњој табели, p d c k се не појављују у средњем или коначном положају, већ се замењују са f r s и нула, иако су геминати pp dd cc kk уобичајени. Фонетски пцк се коначно јављају, али само као алофони од бјг због коначног безвучивања.
Минимални парови:
bët („око”) — bëtt („пронаћи”)
boy („запалити се”) — boyy („светлуцати”)
dag („краљевски слуга”) — dagg („резати”)
dëj („сахрана”) — dëjj („пичка”)
fen ("(„рећи) лагати”) — fenn („негде, нигде”)
gal („бело злато”) — gall („повраћати”)
goŋ („бабун”) — goŋŋ (врста кревета)
gëm („веровати”) — gëmm („затворити очи”)
Jaw (презиме) — jaww („рај”)
nëb („труло”) — nëbb („сакрити”)
woñ („нит”) — woññ („бројати”)

### Тонови
За разлику од већине субсахарских афричких језика, волоф нема тонове. Други нетонални језици подсахарске Африке укључују амхарски, свахили и фула.

## Граматика

### Значајне карактеристике

#### Коњугација заменице уместо вербалне коњугације
У Волофу, глаголи су непроменљиве основе које се не могу коњуговати. За изражавање различитих времена или аспеката радње, личне заменице се коњугују — не глаголи. Стога се за овај део говора усталио термин темпорална заменица. Такође се назива форма фокуса.
Пример: Глагол dem значи „ићи” и не може се променити; временска заменица maa ngi значи „ја, овде и сада”; временска заменица dinaa значи „ Ускоро сам/Ускоро ћу/Бићу ускоро”. Тиме се сада могу изградити следеће реченице: Maa ngi dem. „ Идем (овде и сада).” — Dinaa dem. „ Идем (ускоро).”

#### Коњугација у односу на аспект уместо времена
У Волофу, времена као што су садашње време, прошло време и будуће време су само од секундарног значаја и не играју скоро никакву улогу. Од пресудног значаја је аспект радње са становишта говорника. Најважнија разлика је да ли је радња савршена (завршена) или несавршена (и даље се одвија са говорникове тачке гледишта), без обзира да ли се сама радња дешава у прошлости, садашњости или будућности. Други аспекти указују на то да ли се радња одвија редовно, да ли ће се радња сигурно десити и да ли глумац жели да истакне улогу субјекта, предиката или објекта. Као резултат, коњугација се врши не по времену, већ по аспекту. Ипак, термин темпорална заменица је уобичајен за такве коњуговане заменице, иако би заменица аспекта могла бити бољи термин.
На пример, глагол dem значи „ићи”; временска заменица naa значи „већ/дефинитивно”, временска заменица dinaa значи „ускоро сам/ускоро ћу/бићу ускоро”; временска заменица damay значи „ја (сам) редовно/обично”. Могу се конструисати следеће реченице: Dem naa. „Већ идем/већ сам отишао/ла.” — Dinaa dem. „Ускоро ћу ићи/само ћу ићи.” — Damay dem. „Обично/редовно/нормално/спремам се да идем.”
Говорник може изразити да се радња апсолутно одиграла у прошлости додавањем суфикса -(w)oon глаголу (у реченици се временска заменица и даље користи у коњугованом облику заједно са прошлим маркером):
Demoon naa Ndakaaru. „Већ сам отишао у Дакар.”

#### Глаголи радње наспрам статичних глагола и придева
Волоф има две главне класе глагола: динамичку и стативну. Глаголи се не склањају; уместо тога се заменице користе за означавање лица, аспекта, времена и фокуса.‍:779

#### Пол
Волоф не означава природни род као граматички род: постоји једна заменица која обухвата српске 'он', 'она' и 'оно'. Дескриптори bu góor (мушки) или bu jigéen (женски) се често додају речима као што су xarit, 'пријатељ' и rakk, 'млађи брат и сестра' да би се означио пол особе.
Маркери одређености именице (који се обично називају „дефинитивни чланови”) слажу се са именицом коју модификују. У Волофу постоји најмање десет чланова, од којих неки указују на именицу у једнини, а други на именицу у множини. У Урбан Волофу, који се говори у великим градовима попут Дакара, члан -bi се често користи као генерички чланак када стварни чланак није познат.
Свака позајмљена именица из француског или енглеског користи -bi: butik-bi, xarit-bi „бутик, пријатељ”.
Већина арапских или религиозних термина користи -Ji: Jumma-Ji, jigéen-ji, „џамија, девојка”.
Четири именице које се односе на особе користе -ki/-ñi:' nit-ki, nit-ñi, 'особа, људи'
Именице у множини користе -yi: jigéen-yi, butik-yi, „девојке, бутици”
Разни чланци: „si, gi, wi, mi, li.”

### Бројеви

#### Кардинални бројеви
Волофов нумерички систем је заснован на бројевима 5 (квинарни) и 10 (децимални). Изузетно је правилног формирања, упоредив са кинеским. Пример: benn „један”, juróom „пет”, juróom-benn „шест” (буквално, „пет-један”), fukk „десет”, fukk ak juróom benn „шеснаест” (буквално, „десет и пет један”), ñent-fukk „четрдесет” (буквално, „четири-десет”). Алтернативно, „тридесет” је fanweer, што је отприлике број дана у лунарном месецу (буквално „fan” је дан, а „weer” је месец.)
| 0       | tus / neen / zéro [француски] / sero / dara [„ништа”]              |
| 1       | benn                                                               |
| 2       | ñaar / yaar                                                        |
| 3       | ñett / ñatt / yett / yatt                                          |
| 4       | ñeent / ñenent                                                     |
| 5       | juróom                                                             |
| 6       | juróom-benn                                                        |
| 7       | juróom-ñaar                                                        |
| 8       | juróom-ñett                                                        |
| 9       | juróom-ñeent                                                       |
| 10      | fukk                                                               |
| 11      | fukk ak benn                                                       |
| 12      | fukk ak ñaar                                                       |
| 13      | fukk ak ñett                                                       |
| 14      | fukk ak ñeent                                                      |
| 15      | fukk ak juróom                                                     |
| 16      | fukk ak juróom-benn                                                |
| 17      | fukk ak juróom-ñaar                                                |
| 18      | fukk ak juróom-ñett                                                |
| 19      | fukk ak juróom-ñeent                                               |
| 20      | ñaar-fukk                                                          |
| 26      | ñaar-fukk ak juróom-benn                                           |
| 30      | ñett-fukk / fanweer                                                |
| 40      | ñeent-fukk                                                         |
| 50      | juróom-fukk                                                        |
| 60      | juróom-benn-fukk                                                   |
| 66      | juróom-benn-fukk ak juróom-benn                                    |
| 70      | juróom-ñaar-fukk                                                   |
| 80      | juróom-ñett-fukk                                                   |
| 90      | juróom-ñeent-fukk                                                  |
| 100     | téeméer                                                            |
| 101     | téeméer ak benn                                                    |
| 106     | téeméer ak juróom-benn                                             |
| 110     | téeméer ak fukk                                                    |
| 200     | ñaari téeméer                                                      |
| 300     | ñetti téeméer                                                      |
| 400     | ñeenti téeméer                                                     |
| 500     | juróomi téeméer                                                    |
| 600     | juróom-benni téeméer                                               |
| 700     | juróom-ñaari téeméer                                               |
| 800     | juróom-ñetti téeméer                                               |
| 900     | juróom-ñeenti téeméer                                              |
| 1000    | junni / junne                                                      |
| 1100    | junni ak téeméer                                                   |
| 1600    | junni ak juróom-benni téeméer                                      |
| 1945    | junni ak juróom-ñeenti téeméer ak ñeent-fukk ak juróom             |
| 1969    | junni ak juróom-ñeenti téeméer ak juróom-benn-fukk ak juróom-ñeent |
| 2000    | ñaari junni                                                        |
| 3000    | ñetti junni                                                        |
| 4000    | ñeenti junni                                                       |
| 5000    | juróomi junni                                                      |
| 6000    | juróom-benni junni                                                 |
| 7000    | juróom-ñaari junni                                                 |
| 8000    | juróom-ñetti junni                                                 |
| 9000    | juróom-ñeenti junni                                                |
| 10000   | fukki junni                                                        |
| 100000  | téeméeri junni                                                     |
| 1000000 | tamndareet / million                                               |

#### Редни бројеви
Редни бројеви (први, други, трећи итд.) се формирају додавањем завршетка —éél (изговара се ayl) кардиналном броју.
На пример, два је ñaar, а други је ñaaréél
Једини изузетак од овог система је „први”, што је bu njëk (или прилагођена француска реч premier: përëmye)
| 1.  | bu njëk         |
| 2.  | ñaaréél         |
| 3.  | ñettéél         |
| 4.  | ñeentéél        |
| 5.  | juróoméél       |
| 6.  | juróom-bennéél  |
| 7.  | juróom-ñaaréél  |
| 8.  | juróom-ñettéél  |
| 9.  | juróom-ñeentéél |
| 10. | fukkéél         |

### Личне заменице
|         | субјекат | субјекат | објекат | објекат |
| једнина | множина  | једнина  | множина |         |
| ------- | -------- | -------- | ------- | ------- |
| 1. лице | man      | nun      | ma      | nu      |
| 2. лице | yow      | yeen     | la      | leen    |
| 3. лице | moom     | ñoom     | ko      | leen    |

### Временске заменице

#### Коњугација временских заменица
|             |              | Прво лице | Прво лице | Друго лице   | Друго лице    | Треће лице | Треће лице |
| једнина     | множина      | једнина   | множина   | једнина      | множина       |            |            |
| „ја”        | „ми”         | „ти”      | „ви”      | „он/она/оно” | „они/оне/она” |            |            |
| ----------- | ------------ | --------- | --------- | ------------ | ------------- | ---------- | ---------- |
| Презентатив | Перфекат     | maa ngi   | nu ngi    | yaa ngi      | yéena ngi     | mu ngi     | ñu ngi     |
| Презентатив | Имперфекат   | maa ngiy  | nu ngiy   | yaa ngiy     | yéena ngiy    | mu ngiy    | ñu ngiy    |
| Терминатив  | Перфекат     | naa       | nanu      | nga          | ngeen         | na         | nañu       |
| Терминатив  | Будуће време | dinaa     | dinanu    | dinga        | dingeen       | dina       | dinañu     |
| Објекатив   | Перфекат     | laa       | lanu      | nga          | ngeen         | la         | lañu       |
| Објекатив   | Имперфекат   | laay      | lanuy     | ngay         | ngeen di      | lay        | lañuy      |
| Процесив    | Перфекат     | dama      | danu      | danga        | dangeen       | dafa       | dañu       |
| Процесив    | Имперфекат   | damay     | danuy     | dangay       | dangeen di    | dafay      | dañuy      |
| Субјекатив  | Перфекат     | maa       | noo       | yaa          | yéena         | moo        | ñoo        |
| Субјекатив  | Имперфекат   | maay      | nooy      | yaay         | yéenay        | mooy       | ñooy       |
| Неутрални   | Перфекат     | ma        | nu        | nga          | ngeen         | mu         | ñu         |
| Неутрални   | Имперфекат   | may       | nuy       | ngay         | ngeen di      | muy        | ñuy        |

У урбаном Волофу уобичајено је да се облици 3. лица множине користе и за 1. лице множине.
Такође је важно напоменути да глагол прати одређене временске заменице и претходи другим.

## Примери

### Примери фраза[25]
| Српски                            | Волоф                      |
| --------------------------------- | -------------------------- |
| Здраво.                           | Nuyu naala.                |
| Да.                               | Waaw.                      |
| Да молим.                         | Waaw jërëjëf.              |
| Не.                               | Déet.                      |
| Не хвала.                         | Baax na, jërëjëf.          |
| молим те.                         | Ma ngi lay ñaan.           |
| Хвала.                            | Jërëjëf.                   |
| Хвала вам пуно.                   | Maangilay sant bu baax.    |
| Нема на чему.                     | Ñoo ko bokk.               |
| Молим кафу.                       | Kafe laa bëgg, nga baalma. |
| Извините.                         | Nga baalma.                |
| Колико је сати?                   | Ban waxtu moo jot?         |
| Можете ли то поновити, молим вас? | Baamtuwaat ko, nga baalma? |
| Молим вас, говорите спорије.      | Waxal ndank.               |
| Не разумем.                       | Xawma li nga bëgg wax.     |
| Опростите.                        | Baal ma.                   |
| Где је тоалет?                    | Ani wanag yi?              |
| Колико ово кошта?                 | Bii ñaata lay jar?         |
| Добродошли!                       | Dalal-jàmm!                |
| Добро јутро.                      | Suba ak jàmm.              |
| Добар дан.                        | Ngoonu jàmm.               |
| Добро вече.                       | Guddig jàmm.               |
| Лаку ноћ.                         | Ñu fanaan ci jàmm.         |
| Довиђења.                         | Ba beneen yóon.            |

## Књижевност
Нови завет је преведен на волоф језик и објављен 1987. године, друго издање 2004. и 2008. године са мањим типографским исправкама.
Boubacar Boris Diop објавио је свој роман Doomi Golo на волоф језику 2002.
Песма Youssou N'Dour и Нене Чери из 1994. године „7 секунди” делимично се пева у Волофу.

### Усмена књижевност
У својој збирци западноафричких пословица из 1865., Духовитост и мудрост из западне Африке, Ричард Френсис Бартон је укључио избор од преко 200 вулофских пословица у вулофском и енглеском преводу преузетих из Grammaire Wolofe Жан Дарда из 1826. године. Ево неких од тих пословица:
- „Jalele sainou ane na ainou guissetil dara, tey mague dieki thy soufe guissa yope.” „Дете које гледа свуда често не види ништа, али старац, који седи на земљи, види све.” (#2)
- „Poudhie ou naigue de na jaija ah taw, tey sailo yagoul.” „Кров се бори са кишом, али онај ко је заштићен игнорише га.” (#8)
- „Sopa bour ayoul, wandy bour bou la sopa a ko guenne.” „Волети краља није лоше, али краљ који воли тебе је бољи.” (#16)
- „Lou mpithie nana, nanetil nane ou gneye.” „Птица може пуно пити, али слон пије више.” (#68)

Емил Магел, професор афричке књижевности и свахили, је у додатак својим Народним причама из Гамбије укључио волофски текст приче о „Магарци Јолофа”, „Fari Mbam Ci Rew i Jolof” уз енглески превод.
У својој Grammaire de la Langue Woloffe објављеној 1858. године, Давид Бојлат, сенегалски писац и мисионар, је укључио избор вулофских пословица, загонетки и народних прича уз француски превод.
Du Tieddo au Talibé од Лилијан Кестелута и Басируа Дијенге, објављена 1989, је збирка традиционалних прича у Волофу са француским преводима. Приче потичу из монархија Волоф које су владале Сенегалом од 13. до почетка 20. века.

## Пример текста
Члан 1. Универзалне декларације о људским правима
| Превод | латинично писмо | Волофално (арапско) писмо |
| --- | --- | --- |
| Сва људска бића су рођена слободна и једнака у достојанству и правима. Они су обдарени разумом и савешћу и треба да се понашају једни према другима у духу братства. | Doomi aadama yépp danuy juddu, yam ci tawfeex ci sag ak sañ-sañ. Nekk na it ku xam dëgg te ànd na ak xelam, te war naa jëflante ak nawleen, te teg ko ci wàllu mbokk. | دࣷومِ آدَمَ يࣺݒّ دَنُيْ جُدُّ، يَمْ ݖِ تَوفࣹيخْ ݖِ سَگْ اَکْ سَݧْ-سَݧْ. نࣹکّ نَ اِتْ کُ خَمْ دࣴگّ تࣹ اࣵ‎ندْ نَ خࣹلَمْ، تࣹ وَرْ نَا جࣴفْلَنْتࣹ اَکْ نَوْلࣹينْ، تࣹ تࣹگْ کࣷ ݖِ وࣵلُّ مبࣷکّ.Шаблон:Rtl-para |